# Військово-морські сили Аргентини
Військово-морські сили Аргентини (ісп. Armada Argentina) — один з видів Збройних сил Аргентини. В основному мають у своєму складі військово-морський флот, морську піхоту, морську авіацію, частини та підрозділи спеціального призначення. Створені 1810 року.
День ВМС Аргентини відзначається 17 травня в річницю перемоги 1814 року, в битві біля Монтевідео, над іспанським флотом під час війни за незалежність.
Головнокомандувачем ВМС Аргентини є президент. Управління, віддання наказів і координацію дій військ здійснює Міністерство оборони.
Головною базою Військово-морських сил Аргентини є Пуерто-Бельграно. На 2007 рік особовий склад ВМС становив 20 033 військових і 7 437 цивільних працівників. Під управлінням ВМС знаходиться 4 морські бази, 4 бази морської авіації, 4 військові порти, 2 морські бригади, 3 бази морської піхоти, станція морської авіації, арсенал. На озброєнні ВМС Аргентини 72 судна і 75 літаків, зокрема 6 есмінців, 9 корветів, 6 швидкоплавних катерів, 4 патрульних катери, 3 субмарини, 3 транспортні кораблі, криголам, танкер, 11 буксирів і т. д.

## Історія

### 19 століття

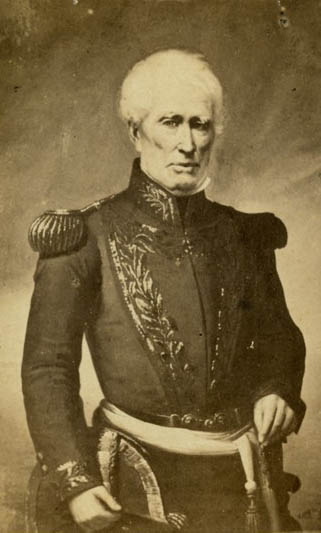
Адмірал Вільям Браун, «батько аргентинського флоту».

Військово-морський флот Аргентини був створений після Травневої революції 25 травня 1810 року, з початком війни за незалежність від Іспанії. Флот вперше був створений для підтримки Мануеля Бельграно в парагвайській кампанії, але він був потоплений кораблями з Монтевідео і не брав участі в цьому конфлікті. Відновлення конфлікту з Монтевідео призвело до створення другого флоту, який брав участь у захопленні міста. Оскільки в Буенос-Айресі було мало морських фахівців, більшість моряків були з інших країн, наприклад, уродженець Ірландії Вільям Браун, який керував операцією. Оскільки витрати на утримання флоту були занадто високими, більшість аргентинських військово-морських сил складалися з приватирів.
Браун очолив аргентинський флот у подальших морських конфліктах під час війни з Бразилією та англо-французької блокади Ріо-де-ла-Плата.
У 1870-х роках Військово-морський флот Аргентини розпочав модернізацію. Наприкінці століття він мав у своєму складі:
- 5 броньованих крейсерів
- 4 броненосця берегової оборони
- 3 другокласні, швидкісні крейсери британського виробництва
- 7 сучасних малих крейсерів та канонерських човнів
- 4 есмінці
- 22 міноноски.[3]

Найпотужніші кораблі в цей час включали побудований в Італії броненосний крейсер "Гарібальді" та його кораблі-побратими: "Генерал Бельграно", "Генерал Пуейрредон" і "Сан-Мартін", кожен вагою понад 6000 тонн. Три старіші броненосця берегової охорони, Альміранте Браун, Індепенденсія та Лібертад, датовані 1880-ми - початком 1890-х.

### 20 століття

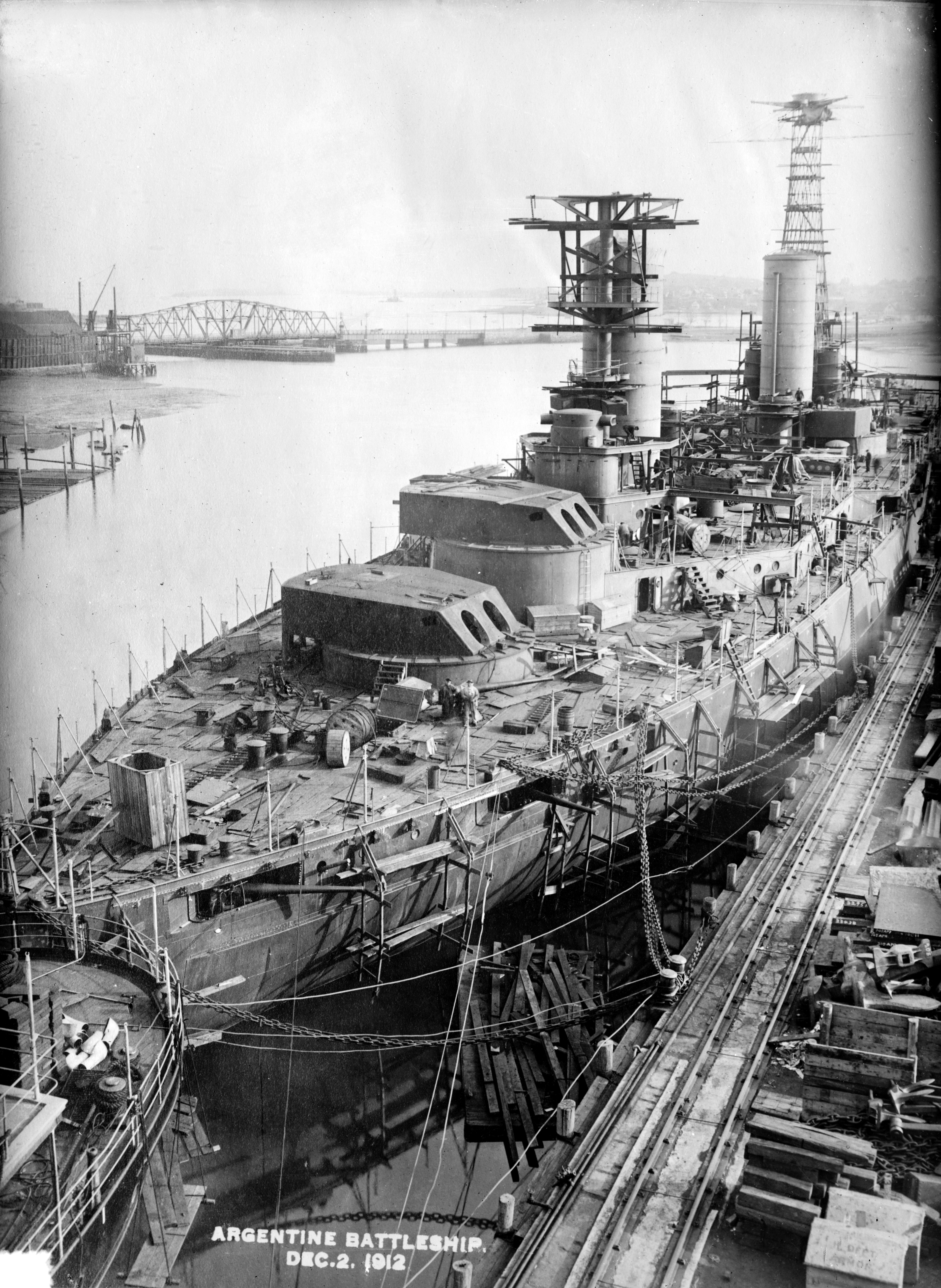
Лінкор типу «Рівадавія», що будується в США для ВМС Аргентини. Фото зроблено в 1912 році. Два кораблі цього класу вступили в експлуатацію в 1914—1915 роках і служили до 1956 року.

Протягом обох світових війн Аргентина була нейтральною країною, лише оголосивши війну державам Осі в березні 1945 року. У 1940 р. флот Аргентини був восьмим за потужністю у світі (після європейських держав, Японії та США) та найбільшим у Латинській Америці. Флот включав два літні кораблі епохи Першої світової війни (але модернізовані) типу " Рівадавія ", три сучасних крейсера, десяток есмінців британської збірки та три підводні човни, а також мінні загороджувачі, тральщики, кораблі берегової оборони та канонерські човни. Також існувала морська авіація.
У післявоєнний період підрозділи морської авіації та морської піхоти були передані під безпосереднє командування ВМС. Разом з Бразилією Аргентина є однією з двох південноамериканських країн, яка експлуатувала два авіаносці: Індепенденсія та Вейнтісі́нко де Майо.
ВМС Аргентини традиційно активно беруть участь у боротьбі з незаконним рибальством, допомогаючи береговій охороні
Військово-морські сили також брали участь у всіх військових переворотах в Аргентині протягом 20 століття. Під час диктатури 1976—1983 років персонал ВМС був залучений у Брудну війну, в якій тисячі людей були викрадені, замучені та вбиті силами військової хунти. Школа механіків ВМС Аргентини, відома як ESMA, була горезвісним центром тортур. У жовтні 2007 р. ВМС Аргентини офіційно передали школу правозахисним організаціям, щоб перетворити її на меморіальний музей.
Під час цього режиму ВМС також був основним прихильником військового вирішення двох найдавніших суперечок у країні: конфлікту в протоці Бігль з Чилі та Фолклендських (Мальвінських) островів з Великою Британією.

### Війна в Перській затоці та 90-і роки
Аргентина була єдиною країною в Латинській Америці, яка брала участь у війні в Перській затоці 1991 року, надіславши есмінець і корвет для дислокації, а корабель постачання та ще один корвет пізніше для участі в блокуванні та контролі над морем у затоці.
З 1990 по 1992 рік патрульні катери класу Baradero були розміщені за мандатом ООН у затоці Фонсека в Центральній Америці. У 1994 році три корвети типу Drummond брали участь у операції «Підтримка демократії» на Гаїті.

## Структура
- Генеральний штаб (ісп. Estado Mayor General de la Armada)
- Субдирекція генерального штабу (ісп. Subjefatura del Estado Mayor General de la Armada)
- Командування підготовки і призову (ісп. Comando de Adiestramiento y Alistamiento de la Armada), якому підпорядковуються:
  - Командування морського флоту (ісп. Comando de la Flota de Mar)
  - Командування підводних сил (ісп. Comando de la Fuerza de Submarinos)
  - Командування морської піхоти (ісп. Comando de la Infantería de Marina)
  - Командування морської авіації (ісп. Comando de la Aviación Naval)
  - Командування військового транспорту (ісп. Comando de Transportes Navales)
  - Управління постачання та арсеналів (ісп. Jefatura de Mantenimiento y Arsenales de la Armada)

## Пункти базування
- ВМБ Пуерто-Бельграно, (ісп. Base Naval de Puerto Belgrano — BNPB)
- ВМБ Мар-дель-Плата, (ісп. Base Naval de Mar del Plata — BNMP)
- ВМБ Ушуая, (ісп. Base Naval Ushuaia — BNUS)
- ВМБ Сарате, (ісп. Base Naval Zárate — BNZA)

## Озброєння

### Кораблі
| Тип                                 | Номер вимпелу       | Найменування        | У складі флоту        | Стан                | Примітки            |
| Ескадрені міноносці                 | Ескадрені міноносці | Ескадрені міноносці | Ескадрені міноносці   | Ескадрені міноносці | Ескадрені міноносці |
| ----------------------------------- | ------------------- | ------------------- | --------------------- | ------------------- | ------------------- |
| ескадрений міноносець типу МЕКО 360 | D-10                | ARA Almirante Brown | з лютого 1983 року    | в строю             |                     |
| ескадрений міноносець типу МЕКО 360 | D-11                | ARA La Argentina    | з травня 1983 року    | в строю             |                     |
| ескадрений міноносець типу МЕКО 360 | D-12                | ARA Heroína         | з листопада 1983 року | в строю             |                     |
| ескадрений міноносець типу МЕКО 360 | D-13                | ARA Sarandí         | з квітня 1984 року    | в строю             |                     |
| Корвети                             |                     |                     |                       |                     |                     |
| корвет типу МЕКО 140                | 41                  | ARA Espora          | з липня 1985 року     | в строю             |                     |
| корвет типу МЕКО 140                | 42                  | ARA Rosales         | з листопада 1986 року | в строю             |                     |
| корвет типу МЕКО 140                | 43                  | ARA Spiro           | з листопада 1987 року | в строю             |                     |
| корвет типу МЕКО 140                | 44                  | ARA Parker          | з квітня 1990 року    | в строю             |                     |
| корвет типу МЕКО 140                | 45                  | ARA Robinson        | з липня 2001 року     | в строю             |                     |
| корвет типу МЕКО 140                | 46                  | ARA Gómez Roca      | з травня 2004 року    | в строю             |                     |
| корвет типу «Дрюмон»                | 31                  | ARA Drummond        | з 1978 року           | в строю             |                     |
| корвет типу «Дрюмон»                | 32                  | ARA Guerrico        | з 1978 року           | в строю             |                     |
| корвет типу «Дрюмон»                | 33                  | ARA Granville       | з 1982 року           | в строю             |                     |

### Підводні човни
| Тип                           | Номер вимпелу  | Найменування   | У складі флоту          | Стан           | Примітки       |
| Підводні човни                | Підводні човни | Підводні човни | Підводні човни          | Підводні човни | Підводні човни |
| ----------------------------- | -------------- | -------------- | ----------------------- | -------------- | -------------- |
| підводний човен типу TR 1700  | S-41           | ARA Santa Cruz | з 28 вересня 1982 року  | в строю        |                |
| підводний човен типу 209/1300 | S-31           | ARA Salta      | з 9 листопада 1972 року | в строю        |                |

## Прапори

Військово-морський прапор
Гюйс

## Знаки розрізнення

### Офіцери
| Категорії               | Офіцери   | Офіцери       | Офіцери         | Офіцери               | Офіцери          | Офіцери            | Офіцери             | Офіцери           | Офіцери             | Офіцери             | Офіцери          |
| ----------------------- | --------- | ------------- | --------------- | --------------------- | ---------------- | ------------------ | ------------------- | ----------------- | ------------------- | ------------------- | ---------------- |
| Погони                  |           |               |                 |                       |                  |                    |                     |                   |                     |                     |                  |
| Аргентинське звання     | Almirante | Vicealmirante | Contraalmirante | Comodoro de la Marina | Capitan de Navio | Capitan de Fragata | Capitan del Corbeta | Teniente de Navio | Teniente de Fragata | Teniente de Corbeta | Guardiamarina    |
| Код НАТО                | OF-9      | OF-8          | OF-7            | OF-6                  | OF-5             | OF-4               | OF-3                | OF-2              | OF-1                | OF-1                | OF-D             |
| Український відповідник | Адмірал   | Віцеадмірал   | Контрадмірал    | Без відповідника      | Капітан I рангу  | Капітан II рангу   | Капітан III рангу   | Капітан-лейтенант | Лейтенант           | Лейтенант           | Без відповідника |

### Підофіцери і матроси
| Категорії               | Підофіцери       | Підофіцери                    | Підофіцери         | Підофіцери         | Підофіцери         | Підофіцери       | Підофіцери     | Матроси          | Матроси          |
| ----------------------- | ---------------- | ----------------------------- | ------------------ | ------------------ | ------------------ | ---------------- | -------------- | ---------------- | ---------------- |
|                         |                  |                               |                    |                    |                    |                  |                |                  |                  |
| Аргентинське звання     | Suboficial Mayor | Suboficial Principal          | Suboficial Primero | Suboficial Segundo | Cabo Principal     | Cabo Primero     | Cabo Segundo   | Marinero Primero | Marinero Segundo |
| Код НАТО                | OR-9             | OR-8                          | OR-7               | OR-6               | OR-5               | OR-4             | OR-3           | OR-2             | OR-1             |
| Український відповідник | Мічман           | Головний корабельний старшина | Головний старшина  | Старшина I статті  | Старшина II статті | Без відповідника | Старший матрос | Без відповідника | Матрос           |